# Stockholmsberget

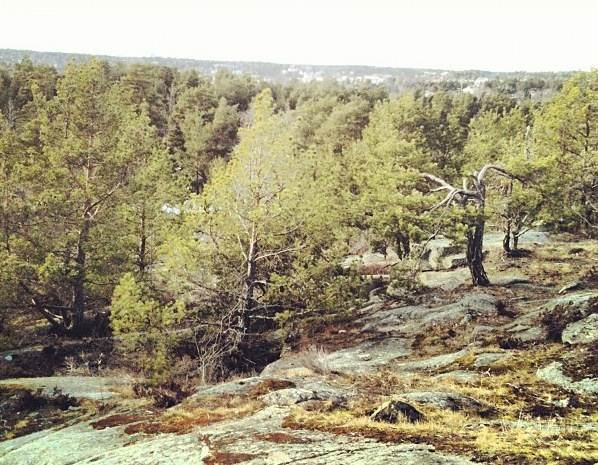
Utsikt från Stockholmsberget

Stockholmsberget är namnet på ett berg i Saltsjö-Boo, Nacka kommun utanför Stockholm.
Berget är ett populärt utflyktsmål för skolklasser. På bergets topp finns luftvärnsställningar från andra världskriget. Från berget har man fin utsikt och kan se bland annat Globen. Berget kallas också Hjortberget.
För att hitta till Stockholmsberget kan man följa elljusspåret från Björknäs idrottsplats. Denna motionsslinga används ofta i orienteringssammanhang av olika idrottsföreningar och i Björknässkolans idrottsundervisning.